# Thalaina magnifica
Thalaina magnifica är en fjärilsart som beskrevs av Anselme Gaëtan Desmarest 1857. Thalaina magnifica ingår i släktet Thalaina och familjen mätare. Inga underarter finns listade i Catalogue of Life.